# Zalesie (powiat choszczeński)
Zalesie (niem. Auenweide) – osada leśna w Polsce położona w województwie zachodniopomorskim, w powiecie choszczeńskim, w gminie Drawno. W latach 1975–1998 miejscowość administracyjnie należała do województwa gorzowskiego. Gajówka wchodzi w skład sołectwa Chomętowo.

## Geografia
Gajówka leży ok. 3 km na północ od Chomętowa, ok. 300 m na południe od drogi wojewódzkiej nr 175.